# Jaime Huélamo
Jaime Huélamo Huélamo (* 17. November 1948 in La Melgosa; † 31. Januar 2014 ebenda) war ein spanischer Radrennfahrer.
Er gewann 1971 eine Etappe der Tour de l’Avenir. 1972 startete Huélamo bei den Olympischen Spielen in München. Er wurde im Mannschaftszeitfahren Zwölfter und gewann im Straßenrennen Bronze. Allerdings wurde er bei der Dopingkontrolle positiv auf Coramin getestet und die Medaille aberkannt. Von 1973 bis 1975 fuhr Huélamo als Profi für Kas-Kaskol. 1974 gewann er je eine Etappe der Katalonien-Rundfahrt und der Andalusien-Rundfahrt.